# Garae-tteok
Le garae-tteok (hangeul : 가래떡) est un long tteok (gâteau de riz) cylindrique fabriqué à partir de farine de riz non glutineux,. Le garae-tteok grillé est parfois vendu dans la rue. Le garae-tteok finement (et généralement en diagonale) tranché est utilisé pour préparer le tteokguk (soupe de gâteau de riz), un plat traditionnel consommé lors de la célébration du Nouvel An coréen. Le record du monde du plus long garae-tteok a été atteint à Dangjin, en Corée du Sud, en 2018, avec 5 080 mètres (16 670 pieds).

## Préparation
Il est traditionnellement fabriqué en faisant cuire à la vapeur de la farine de riz non glutineux dans un siru (étuve), en la pilant et en la roulant entre les paumes et la table ou en la roulant entre les paumes,. Cette méthode permet de former une galette de riz épaisse et cylindrique d'environ 2,5 centimètres (0,98 in) de diamètre,. Le garae-tteok roulé à la main n'est pas de taille uniforme et présente des variations d'épaisseur sur sa longueur.
Le garae-tteok moderne est généralement fabriqué par extrusion de la farine de riz cuite à la vapeur à l'aide de machines à garae-tteok.